# Демешкін Перевоз
Демешкін Перевоз (рос. Демешкин Перевоз) — присілок у Сланцевському районі Ленінградської області Російської Федерації.
Населення становить 92 особи. Належить до муніципального утворення Гостицьке сільське поселення.

## Історія
Згідно із законом від 1 вересня 2004 року № 47-оз належить до муніципального утворення Гостицьке сільське поселення.

## Населення
| 2007 | 2010 |
| ---- | ---- |
| 144  | ↘92  |